# Jarde
Jarde is een voormalig eiland in het Dollardgebied bij  Bunde. Het vormde mogelijk een restant van een verdronken kerkdorp Bonewerda, dat rond 1475 wordt genoemd. Wellicht wordt deze nederzetting al in de 9e eeuw genoemd als Garun. De boerenerven zijn kennelijk opgeschoven naar hogere gronden bij het dorp Boen.
Het eiland komt voor als Bondergaerden (1574, kopie 1679), Bontergaerde[n] (1579), Jarden (1589), Tarda Bundica (1590), Bondergarden (1595), Jarde (1595), de Gare (1620) en Iarde (1621). In 1589 was het eiland Bondergaarde nog een dagmaat groot (ca. 0,60 ha). In de loop van de 17e eeuw zijn de restanten opgegaan in een van de nieuwe Dollardpolders, wellicht in de Charlottenpolder (1682).